# おやすみなさい (aikoの曲)
「おやすみなさい」は、aikoのメジャー通算9作目のシングルで、ポニーキャニオンから2001年11月21日に発売。

## 解説
- 前作「ロージー」から約半年ぶりとなるシングル。
- 初回限定盤はカラートレイ仕様。ジャケットの写真は初回限定盤と通常盤で同じものが使われている（裏ジャケットは別）。
- 「おやすみなさい」はテレビドラマ『さよなら、小津先生』（フジテレビ）のエンディングテーマに使用され、aikoの楽曲史上初めてのドラマタイアップとなった。
- 「陽と陰」の読みは「ひとかげ」で、アルバム『秋 そばにいるよ』及びベストアルバム『aikoの詩。』にも収録された。

## 曲目
1. おやすみなさい
2. 陽と陰
3. ココア
4. おやすみなさい（instrumental）

- 全曲 作詞・作曲：AIKO　編曲：島田昌典